# Batalla de Lisimaquia
La batalla de Lisimaquia fue un enfrentamiento militar librado en 277 a. C., entre las fuerzas del Reino de Macedonia al mando del rey Antígono II Gonatas y los invasores celtas, con victoria de las primeras.

## Antecedentes
En la primera mitad del siglo IV a. C., la presión demográfica en Europa Central de los pueblos pertenecientes a la cultura de La Tène forzó a muchos de ellos a migrar al sur de los Alpes. Lo hacían por hambre o por deseo de botín, seguros que ningún pueblo podría derrotarlos. Tras varias generaciones, enviaron expediciones contra Grecia y Macedonia. En 280 a. C., el rey macedónico Ptolomeo Cerauno intentó enfrentarlos, pero resultó vencido y muerto.
Según el cronista Diodoro Sículo, en los tres años que siguieron hubo varios pretendientes disputándose el trono, lo que permitió a los celtas apoderarse del territorio hasta su expulsión definitiva. Cerauno fue sucedido por Meleagro, luego por Antípatro Etesias, Sóstenes de Macedonia y finalmente Antígono II Gonatas. El cronista Eusebio de Cesarea dijo que Meleagro gobernó por dos meses antes de ser depuesto por los macedonios, quienes lo consideraban indigno. Lo reemplazaron con Antípatro por 45 días hasta que lo derrocó un general llamado Sóstenes, quien gobernó dos años; Sóstenes fue aclamado rey por su gente, pero él no tenía sangre real y se consideró indigno, gobernando como un strategos. Siguió una guerra civil entre los partidarios de un tal Aridaeo, los ptolemaicos y los antipátridas. Finalmente, cuatro años después de la muerte de Cerauno llegó al poder Antígono II. Por su parte, Diodoro afirmaba que Meleagro gobernó por unos pocos días, Antípatro por 45 días y Sóstenes por tres años hasta la llegada de Antígono II.

## Fuerzas enfrentadas
Según Justino, este contingente bárbaro había sido dejado como retaguardia por Breno y sumaba 15 000 infantes y 3000 jinetes. El historiador estadounidense Fred Eugene Ray estaba de acuerdo con él, aunque cree que se deben agregar dos mil hostigadores armados con jabalinas.
Respecto al ejército de Antígono II, Ray estima que su expedición contaba con 18 000 hoplitas, 4000 infantes ligeros y 2000 jinetes que habían sido transportados en 300 barcos.

## Batalla
Después de firmar la paz con el seléucida Antíoco I Sóter, Antígono II marchó contra los celtas y decidió hacerse con el poder en la anárquica Macedonia. Primero vencieron a los tribalos y getas y después enviaron embajadores al campamento de Antígono II para exigirle oro a cambio de la paz; estaba ubicado cerca de Lisimaquia. El rey macedonio, para demostrarles su poder, los invitó a un banquete donde les exhibió sus tesoros, monstruosos elefantes y naves cargadas de suministros. No se dio cuenta de que con eso excitó los ánimos de los embajadores, quienes al volver a su país estaban más deseosos de la guerra y exageraron las noticias sobre el tesoro real. Incluso afirmaron que los macedonios no vigilaban su campamento, pues tenían tanto oro que habían olvidado sus deberes militares. Con esto convencieron a sus compañeros. Además, ya habían matado a un rey macedonio y destruyeron a su ejército.
Los galos decidieron atacar el campamento del monarca por la noche, pero el gobernante fue prevenido de lo que se le venía encima y ordenó sacar todo su equipaje y que sus soldados se ocultaran en un bosque vecino. Los bárbaros vieron el lugar sin guardias ni vigías, por lo que sospecharon por algún tiempo, pero finalmente ocuparon el campamento después de enviar exploradores. Más tarde, fueron a la costa y saquearon los barcos. Estarían a 10 metros de distancia entre sí, formando una sólida posición defensiva de 3 km, probablemente reforzada por una trinchera poco profunda y un montículo de arena alrededor. En esos momentos fueron atacados por soldados y marineros que estaban refugiados en la zona con sus familias, posiblemente un tercio de los hoplitas, miles de marineros y remeros y 1000 a 1500 infantes ligeros expertos en el uso de proyectiles.
Según el historiador británico William Woodthorpe Tarn, los galos cayeron en una emboscada preparada por Antígono II que uso como cebo a su campamento. Ray está de acuerdo, cree que los macedonios se dividieron en dos grupos ocultos en el bosque y los barcos anclados en la costa, abandonando su campamento para provocar el ataque. Otros investigadores creen que fue una coincidencia, y la victoria macedonia se debió al deseo de sus soldados por proteger sus propiedades y familias.

## Consecuencias
Se dice que la matanza fue tan grande que Antígono II pudo firmar la paz como vencedor no sólo con los celtas, sino que con otras tribus bárbaras. Para entonces, la invasión celta había durado tres años y tanto Macedonia como Tracia estaban devastadas. Esta victoria permitió al vencedor reclamar el trono macedonio al año siguiente.
No fue el fin de las migraciones celtas, pues otro grupo cruzó a Anatolia y conquistaron un territorio que fue llamado Galacia. Por su parte, Breno venció a los griegos en Termópilas, pero fue vencido en su ataque contra Delfos y se suicidó. Sobre los galos vencidos en Lisimaquia, huyeron a Tracia, donde fundaron un pequeño territorio independiente hasta el año 212 a. C..
Se sabe que Antígono II contrató unos 9000 galos como mercenarios y le sirvieron para acabar con su rival Antípatro. Los etolios se negaron a ayudar a Antípatro, pues lo acusaban de no hacer nada contra Breno y que ellos derrotaron a los bárbaros sin su ayuda, mientras que el rey macedonio sólo se interesaba por recuperar su trono. Lo cierto es que, sin los macedonios cuidando las fronteras del norte, invasiones bárbaras se habrían producido muchas más veces en Grecia.

### Clásica
- Diógenes Laercio. Vidas, opiniones y sentencias de los filósofos más ilustres. Libro II. Digitalizado en Perseus. Basado en traducción griego-inglés por R.D. Hicks, Cambridge: Harvard University Press, 1972.
- Diodoro Sículo. Biblioteca histórica. Libro XXII. Digitalizada por UChicago. Basada en traducción griego-inglés por C. Bradford Welles, Loeb Classical Library edition, volumen IX, 1957.
- Eusebio de Cesarea. Crónica. Libro I. Digitalizado en Tertullian. Basado en traducción latín-inglés por Robert Bedrosian, 2008. Véase también en Attalus basada en traducción latín-inglés por Roger Pearse, 2008.
- Jerónimo. Crónica. Digitalizado en Tertullian. Basado en traducción latín-inglés por Roger Pearse, 2005. Véase también en Attalus. Basado en traducción latín-inglés por Robert Bedrosian, 2016. La obra es una traducción al latín y completar los cuadros cronológicos de la Crónica de Eusebio de Cesarea.
- Marco Juniano Justino. Epítome de las Historias filípicas de Pompeyo Trogo. Libros XXIV y XXV. Digitalizado en Attalus. Basado en traducción latín-inglés por John Selby Watson, Londres: George Bell and Sons, 1886. Véase también versión de Tertullian.
- Pausanias. Descripción de Grecia. Libros I y X. Versión digitalizada en Perseus. Traducción griego-inglés por W.H.S. Jones & H.A. Ormerod, Harvard University Press, 1918.
- Polibio. Historias. Libros IX. Digitalizada por UChicago. Basada en traducción griego-inglés por William Roger Paton, Harvard University Press, Loeb Classical Library, volumen II, 1925.
- Tito Livio. Historia de Roma. Libro XXXVIII. Digitalizado por Perseus. Basada en traducción latín-inglés por William Heinemann, edición de Evan T. Sage, Harvard University Press, 1936.

### Moderna
- Delev, Peter (2004). Лизимах (en búlgaro). Sofía: Университетско издателство Св. Климент Охридски.
- Ellis, Peter Berresford (1998). Celt and Roman: the Celts of Italy (en inglés). Nueva York: Constable. ISBN 9780094755802.
- Mitchell, Stephen (1993). Anatolia: The Celts in Anatolia and the impact of Roman rule (en inglés). Oxford: Clarendon Press. ISBN 9780198140801.
- Palairet, Michael (2016). Macedonia: A Voyage through History: From Ancient Times to the Ottoman Invasions (en inglés) I. Newcastle upon Tyne: Cambridge Scholars Publishing. ISBN 9781443888431.
- Ray, Fred Eugene, Jr. (2020). Hellenistic Land Battles 300-167 BCE: A History and Analysis of 130 Engagements (en inglés). Jefferson: McFarland. ISBN 9781476682563.
- Tarn, William Woodthorpe (1913). Antigonos Gonatas (en inglés). Oxford: Clarendon Press.
- Will, Edouard (2006). «The formation of the Hellenistic kingdoms».  En Walbank, Frank William; A. E. Astin; M. W. Frederiksen & R. M. Ogilvie, ed. The Cambridge Ancient History: The Hellenistic World (en inglés) VII (Parte 1). Newcastle upon Tyne: Cambridge University Press. pp. 101-117. ISBN 9780521234450.